# (473038) 2015 HG75
(473038) 2015 HG75 es un asteroide perteneciente al cinturón de asteroides, descubierto el 7 de mayo de 2007 por el equipo del Spacewatch desde el Observatorio Nacional de Kitt Peak, Arizona, Estados Unidos.

## Designación y nombre
Designado provisionalmente como 2015 HG75.

## Características orbitales
2015 HG75 está situado a una distancia media del Sol de 2,559 ua, pudiendo alejarse hasta 2,721 ua y acercarse hasta 2,397 ua. Su excentricidad es 0,063 y la inclinación orbital 4,500 grados. Emplea 1495 días en completar una órbita alrededor del Sol.

## Características físicas
La magnitud absoluta de 2015 HG75 es 16,7.